# Chyandada
Chyandada (nep. च्यानडाँडा) – gaun wikas samiti we wschodniej części Nepalu w strefie Sagarmatha w dystrykcie Khotang. Według nepalskiego spisu powszechnego z 2001 roku liczył on 612 gospodarstw domowych i 3522 mieszkańców (1811 kobiet i 1711 mężczyzn).